# Kúðafljót
Das Kúðafljót ist ein Fluss im Süden von Island. Es handelt sich dabei um einen der größten Gletscherflüsse des Landes.

## Name
Das Landnámabók berichtet, der Name rühre vom Schiff Vilbalds her, eines der ersten Siedler in Skaftátunga. Der Name des Schiffs war Kúði.

## Lage und Nebenflüsse
Er strömt östlich des Mýrdalsjökull durch den Bezirk Skaftátunga und mündet nach der Aufnahme zahlreicher Nebenflüsse, deren bedeutendste Hólmsá, Tungufljót und Eldvatn sind, im Bezirk Álftaver über den Mýrdalssandur in den Atlantik. Auch ein Arm der Skaftá reicht bis zum Kúðafljót. Teile der Wasser der Skaftá versickern in den übereinandergeschichteten Laven des Eldhraun (Ursprung: Laki) und Eldgjáhraun auf dem Mýrdalssandur und tauchen im Eldvatn wieder auf.

## Wassermenge
Die mittlere Wassermenge beträgt 230 m³/s, der Niedrigstwert lag bei 110 m³/s, der bisher gemessene Höchstwert bei 2000 m³/s.
Auch das Kúðafljót ist einer der Flüsse, deren Wasserstand auf vulkanische Tätigkeiten der Katla unter dem Mýrdalsjökull hinweisen kann. Daher wird er sehr gut überwacht. Das isländische meteorologische Institut, IMO, kontrolliert die Zuflüsse Hólmsá, Eldvatn und Skálm.
Bei Ausbrüchen des Vulkans Katla unter dem Mýrdalsjökull ist mit Gletscherläufen des Kúðafljót zu rechnen.

## Verkehrsanbindung
In früheren Zeiten zog man zu Pferde an seichteren Stellen über den Fluss. Eine eigentliche Furt existierte nicht, so dass man einheimische Führer benötigte und immer wieder sein Leben riskierte. Er galt aber immer als ziemlich gefährlich, tief und mit Treibsandstrecken durchsetzt.
Heute überquert ihn die Ringstraße  an einer schmaleren Stelle auf einer Brücke.
Das Kúðafljót war im Mittelalter ein schiffbarer Fjord. Es gibt auch Berichte über eine Handelsstation auf einer Insel in diesem Fjord. Er wurde offensichtlich durch die Sedimente der Gletscherläufe der Katla verschüttet.

## Schiffsfriedhof Südküste
Zahlreiche französische Fischerboote waren im 19. Jahrhundert an isländischen Küsten zu finden. Sie hatten ihren Hauptstützpunkt im Fáskrúðsfjörður. Zwischen 1850 und 1914 waren es zu Saisonzeiten bis zu 5000 Mann vor allem aus der Bretagne, so dass die französische Regierung am Ende des 19. Jahrhunderts auch einige Lazarettschiffe zu ihrer Unterstützung mitsandte. Das erste davon, die Saint-Paul, strandete an der Mündung des Kúðafljót am 4. April 1899. Die Besatzungsmitglieder wurden gerettet, aber der Inhalt des Schiffes musste zur Freude der ansässigen Bevölkerung versteigert werden. Man war besonders erbaut über den billigen Erwerb von Nahrungsmitteln und 900 Flaschen Wein, die auf dem Boot gewesen waren.
Die Südostküste Islands war bis in die 1950er-Jahre als regelrechter Schiffsfriedhof berüchtigt.